# Ballon d'or féminin
Le Ballon d'or féminin est une récompense attribuée à la meilleure footballeuse de l'année, sans distinction de championnat ni de nationalité.
Ce trophée, décerné par un panel de journalistes de toutes nationalités, a été créé en 2018 par le magazine France Football sur le modèle du ballon d'or masculin.

## Historique
Créé en 2018 par le magazine France Football, sur le modèle de son équivalent masculin, le Ballon d'or féminin est attribué à la meilleure joueuse de football au monde sans distinction de championnat ni de nationalité.
La première lauréate est Ada Hegerberg, joueuse internationale norvégienne évoluant à l'Olympique lyonnais, récompensée le 3 décembre 2018.

## Attribution

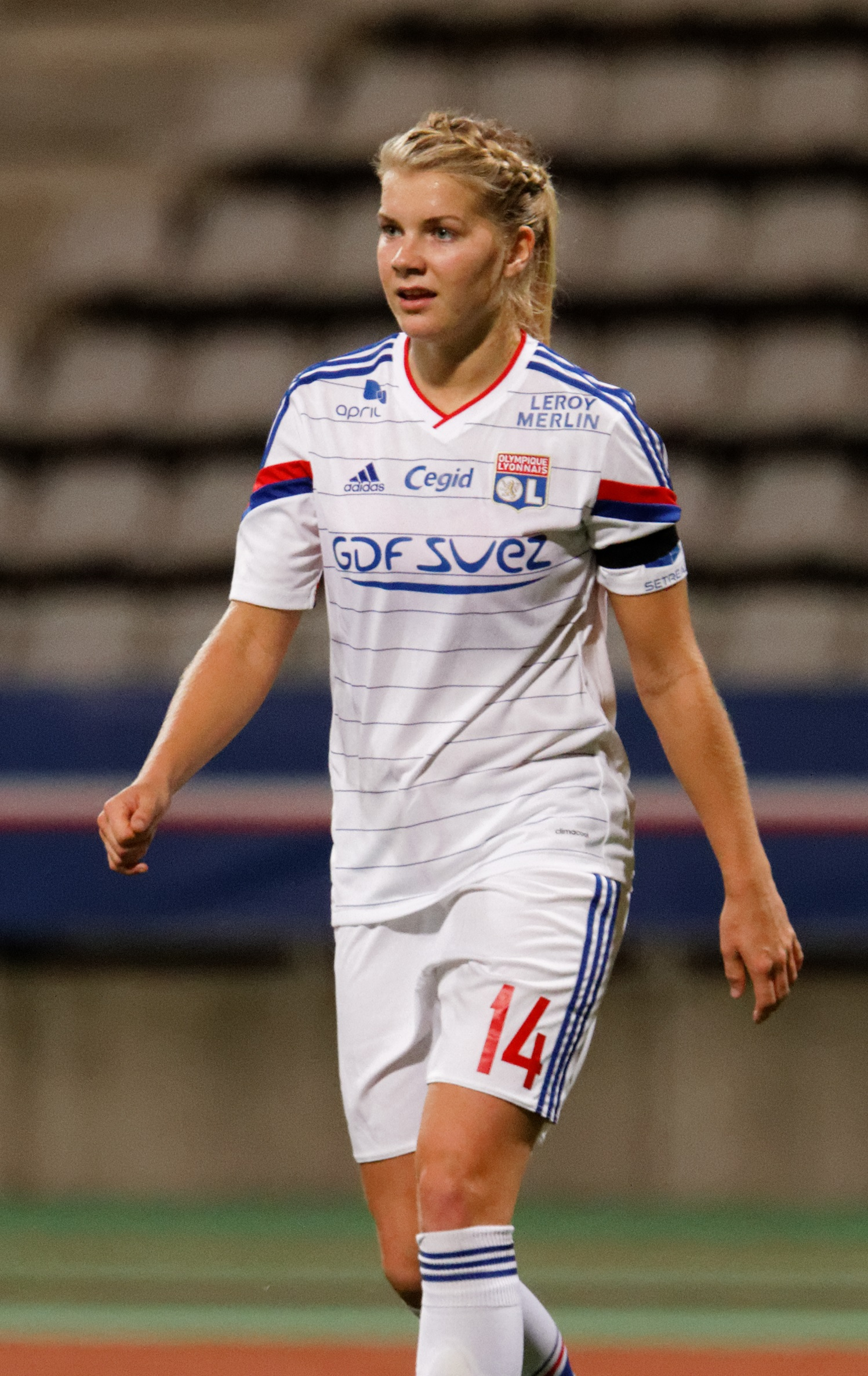
Ada Hegerberg, première lauréate du Ballon d'Or féminin en 2018

Les lauréates du Ballon d'or féminin sont désignées par un panel de cinquante journalistes de toutes nationalités, spécialistes de football féminin,. Chaque votant délivre un classement, dans lequel la première nommée se voit attribuer six points, la deuxième quatre, la troisième trois, la quatrième deux et la cinquième un. À l'issue du décompte final, la joueuse avec le plus grand total de points remporte le trophée,.
À l'instar du Ballon d'or masculin, le système de notation intègre trois critères, énoncés par France Football comme « des valeurs » : les performances individuelles et collectives durant l'année considérée (soit le palmarès), la classe de la joueuse (soit le talent et le fair-play), enfin, la carrière de la joueuse.
La première édition voit le sacre, le 3 décembre 2018, d'Ada Hegerberg, joueuse internationale norvégienne évoluant à l'Olympique lyonnais.
En 2019, l'Américaine Megan Rapinoe est récompensée. En 2021 ainsi qu’en 2022, l'Espagnole Alexia Putellas est lauréate. En 2023 et 2024, Aitana Bonmatí remporte le trophée.

## Polémiques

### Un manque de récompenses
Là où chez les hommes, on retrouve le trophée Kopa (récompensant le meilleur jeune joueur), le trophée Yachine (récompensant le meilleur gardien) et le trophée Gerd Müller (récompensant le meilleur buteur de l'année), aucun de ces trophées n'est présent chez les femmes. Ces dernières, en plus du Ballon d'or, peuvent se voir décerner le Trophée Cruyff (trophée commun récompensant la meilleure entraîneuse et le meilleur entraîneur), et le Prix Sócrates (trophée commun récompensant le footballeur ou la footballeuse ayant eu le meilleur engagement social au cours de l'année).
Ce manque de récompense frustre des footballeuses qui se sentent mise de côté par France Football.

### 2018: Premier Ballon d'or, première polémique
En 2018, lors de la première édition, où Ada Hegerberg fut sacrée, Martin Solveig, Dj français qui animait la cérémonie, demanda à la norvégienne "Est-ce que tu sais twerker ?", ce qu'elle répondra par la négative. Immédiatement, la polémique éclate sur les réseaux sociaux puis dans la presse, les propos de l'artiste étant jugés comme sexistes. Il présentera ses excuses dans les heures qui suivirent sur Twitter.

### 2023: Une organisation contestée
En 2023, la cérémonie du Ballon d'or a lieu le 30 octobre, lors de la trêve internationale féminine. Ainsi, plusieurs joueuses nommées se retrouvent dans l'incapacité d'assister à la cérémonie.
La joueuse anglaise Georgia Stanway déclarera «C’est évidemment un plaisir de recevoir cette distinction, tout comme beaucoup de mes coéquipières qui ont également été nommées. C’est dommage que nous n’ayons pas pu être là. Nous en avons parlé en groupe et nous avons dit qu’il serait bien qu’à l’avenir la cérémonie n’ait pas lieu un jour de match en moins afin que nous puissions tous profiter de l’expérience. C’est frustrant parce que c’est une occasion qui ne se présente qu’une fois dans une vie. On ne sait jamais si on sera à nouveau sélectionné pour une telle récompense. Ce serait bien de profiter de l’expérience et d’être présent».
Uniquement sept des trente femmes nommées se rendent à Paris ce soir-là. Parmi les absentes, la gagnante Aitana Bonmati.

### 2024: Même organisation et mêmes problèmes
En 2024, le problème est le même et des footballeuses comme Lucy Bronze ou l'entraîneuse de l'Angleterre Sarina Wiegman ne peuvent se rendre à la cérémonie. Emma Hayes, entraîneuse des Etats-Unis et gagnante du prix d'entraîneuse de l'année ne peut non plus assister à la cérémonie car préparant un match international, tout comme, par conséquent, les 5 joueuses nommées au Ballon d'or qu'elle avait sélectionné.
Cette fois-ci, c'est huit des trente nommées qui peuvent se rendre à Paris.

## Palmarès
| Année  | Ballon d'or                                                                                     | Deuxième                                                                                        | Troisième                                                                                       |
| ------ | ----------------------------------------------------------------------------------------------- | ----------------------------------------------------------------------------------------------- | ----------------------------------------------------------------------------------------------- |
| 2018   | Ada Hegerberg (attaquante - Olympique lyonnais)                                                 | Pernille Harder (attaquante - VfL Wolfsburg)                                                    | Dzsenifer Marozsán (milieu de terrain - Olympique lyonnais)                                     |
| Points | 136                                                                                             | 130                                                                                             | 86                                                                                              |
| 2019   | Megan Rapinoe (attaquante - Reign FC)                                                           | Lucy Bronze (défenseure - Olympique lyonnais)                                                   | Alex Morgan (attaquante - Orlando Pride)                                                        |
| Points | 230                                                                                             | 94                                                                                              | 68                                                                                              |
| 2020   | Non attribué (faute de conditions équitables suffisantes en raison de la pandémie de Covid-19), | Non attribué (faute de conditions équitables suffisantes en raison de la pandémie de Covid-19), | Non attribué (faute de conditions équitables suffisantes en raison de la pandémie de Covid-19), |
| 2021   | Alexia Putellas (1) (milieu de terrain - FC Barcelone)                                          | Jennifer Hermoso (milieu de terrain - FC Barcelone)                                             | Samantha Kerr (attaquante - Chelsea FC)                                                         |
| Points | 186                                                                                             | 84                                                                                              | 46                                                                                              |
| 2022   | Alexia Putellas (2) (milieu de terrain - FC Barcelone)                                          | Beth Mead (attaquante - Arsenal WFC)                                                            | Samantha Kerr (attaquante - Chelsea FC)                                                         |
| Points | 178                                                                                             | 152                                                                                             | 74                                                                                              |
| 2023   | Aitana Bonmatí (1) (milieu de terrain - FC Barcelone)                                           | Samantha Kerr (attaquante - Chelsea FC)                                                         | Salma Paralluelo (attaquante - FC Barcelone)                                                    |
| Points | 266                                                                                             | 87                                                                                              | 49                                                                                              |
| 2024   | Aitana Bonmatí (2) (milieu de terrain - FC Barcelone)                                           | Caroline Graham Hansen (attaquante - FC Barcelone)                                              | Salma Paralluelo (attaquante - FC Barcelone)                                                    |
| Points | 675                                                                                             | 392                                                                                             | 246                                                                                             |

## Statistiques

### Palmarès par joueuse
| Rang | Joueuse                | 1re | 2e | 3e |
| ---- | ---------------------- | --- | -- | -- |
| 1    | Aitana Bonmatí         | 2   | 0  | 0  |
| 1    | Alexia Putellas        | 2   | 0  | 0  |
| 3    | Ada Hegerberg          | 1   | 0  | 0  |
| 3    | Megan Rapinoe          | 1   | 0  | 0  |
| 5    | Samantha Kerr          | 0   | 1  | 2  |
| 6    | Pernille Harder        | 0   | 1  | 0  |
| 6    | Lucy Bronze            | 0   | 1  | 0  |
| 6    | Beth Mead              | 0   | 1  | 0  |
| 6    | Jennifer Hermoso       | 0   | 1  | 0  |
| 6    | Caroline Graham Hansen | 0   | 1  | 0  |
| 11   | Salma Paralluelo       | 0   | 0  | 2  |
| 12   | Dzsenifer Marozsán     | 0   | 0  | 1  |
| 12   | Alex Morgan            | 0   | 0  | 1  |

### Clubs et pays représentés
Classement des clubs et des pays en fonction du nombre de podiums :
| Club               | Place | Place | Place | Total |
| Club               | 1re   | 2e    | 3e    | Total |
| ------------------ | ----- | ----- | ----- | ----- |
| FC Barcelone       | 4     | 2     | 2     | 8     |
| Olympique lyonnais | 1     | 1     | 1     | 3     |
| Reign FC           | 1     |       |       | 1     |
| VfL Wolfsburg      |       | 1     |       | 1     |
| Arsenal WFC        |       | 1     |       | 1     |
| Chelsea FC         |       | 1     | 2     | 3     |
| Orlando Pride      |       |       | 1     | 1     |

| Nationalité de la joueuse | Place | Place | Place | Total |
| Nationalité de la joueuse | 1re   | 2e    | 3e    | Total |
| ------------------------- | ----- | ----- | ----- | ----- |
| Espagne                   | 4     | 1     | 2     | 7     |
| Norvège                   | 1     | 1     |       | 2     |
| États-Unis                | 1     |       | 1     | 2     |
| Angleterre                |       | 2     |       | 2     |
| Danemark                  |       | 1     |       | 1     |
| Australie                 |       | 1     | 2     | 3     |
| Allemagne                 |       |       | 1     | 1     |